# 玉山気象台

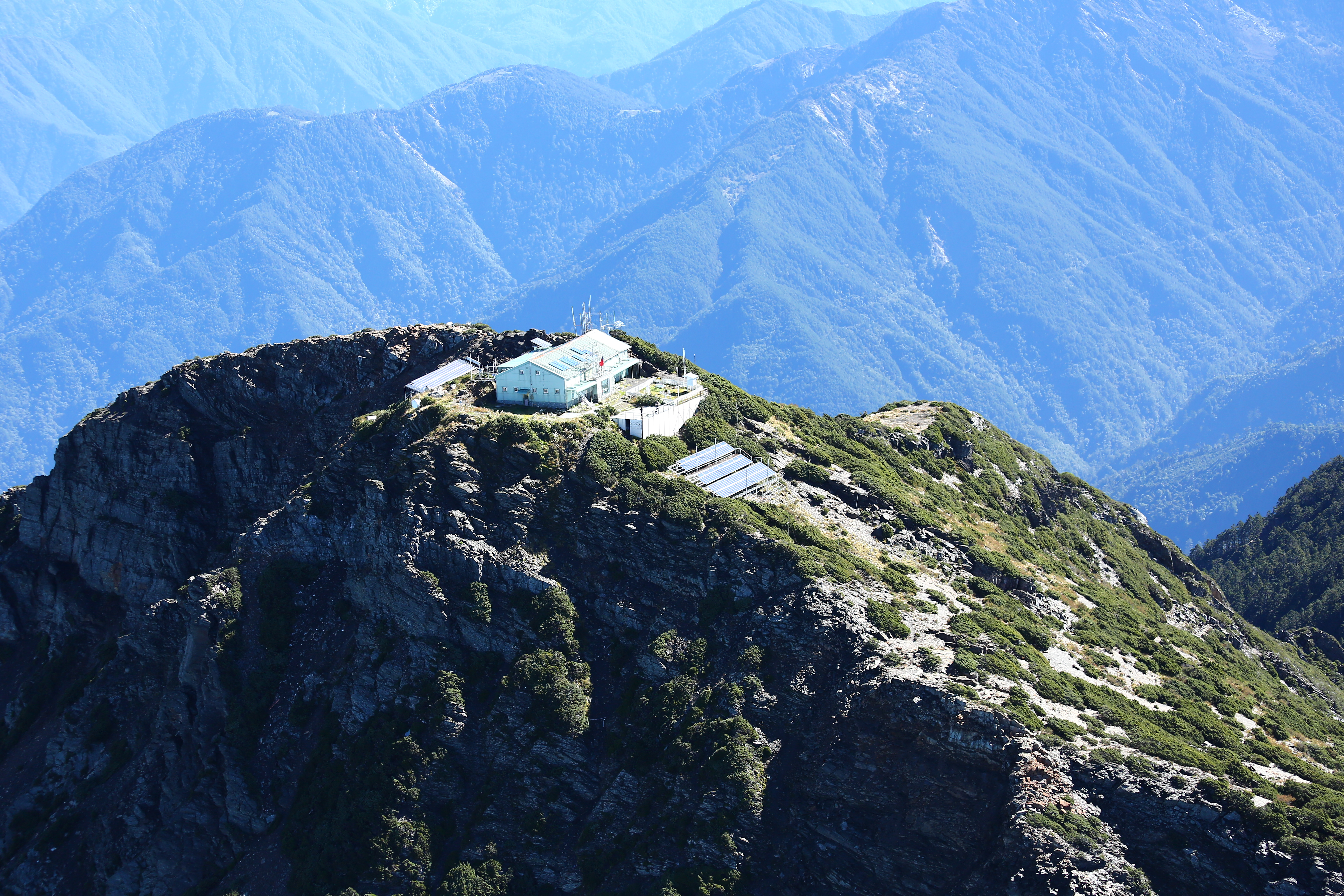
玉山北峰。山頂の建築物が玉山気象台。

玉山気象台（ぎょくざんきしょうだい、正確には交通部中央気象局玉山気象台）とは中央気象局に属する台湾の気象台。玉山北峰山頂に位置し、海抜は3844.784mにもなる。観測所の郵送先住所は嘉義県阿里山郷阿里山東113号で、住居番号は南投県信義郷東埔村に隣接する玉山北峰1号である。気象台の主な機能は、気象予報、特別報告、突発的な気象情報を観測・記録し、気象記録を台北市の中央気象局本部に積極的に送信することであり、また登山者に予約や緊急支援を提供することである。

## 歴史
- 1909年 - 日本の一戸直蔵が「北山頂觀測所（通称：新高山天文台）」の設立運動を行い、それは1909年以降も続く[3]。
- 1917年 - 一戸は「新高山觀測所の計畫」を発表し、建設のための寄付を募り始めた[3]。
- 1943年 - 日本による統治が末期となる。台湾総督府は太平洋戦争の戦略に必要な情報を日本軍に提供するため、鹿林山麓の気象観測所を玉山北峰に移転し、「台湾総督府気象台新高山観測所」を設置し、8月から運用を開始した（総督府は7月30日、台中天文台701号飛行場の営業場所に「新高山観測所」を加えた）[3][4]。
- 1945年 - 太平洋戦争終戦により中華民国国民政府が台湾を統治し、同年11月に台湾省行政長官公署教育部傘下の「台湾省気象局新高山気象台」と改称した。
- 1947年 - 11月29日に台湾省政府は「新高山」の名称を「玉山」に変更し[5]、さらに「台湾省気象局玉山測候所」とすることを発表した[注釈 1]。
- 1948年 - 台湾省気象研究所が設立され、「台湾省気象研究所玉山測候所」と改称し、9月には台湾省政府交通部傘下の「台湾省気象研究所玉山測候所」と改称した[注釈 1]。
- 1971年 - 7月、「中央気象局玉山気象台」と改称し、四級気象台として認可された。
- 1989年 - 8月1日、「逓信省中央気象局玉山気象台」と改称し、依然として四級気象台であった。
- 1998年 - 施設の老朽化に伴い、2期に分けて改修工事が行われる[6]。

- 2000年 - 改修工事終了・完成[7]。

- 2021年 - 駅の労働者がリサイクルされた木箱から「カフェ3,858」と呼ばれるカフェを建設した[8]。

## 編成
玉山気象台は交通部中央気象局に設置された四級気象台で、4人の職員（所長1人、職員3人）がいる。 李泰俊は同気象台に勤務していた。